# 沈淳 (嘉靖進士)
沈淳（？—？），字仲龐，號孟湖，浙江杭州府海寧縣人，竈籍，明朝政治人物。

## 生平
嘉靖二十二年（1543年）癸卯科浙江鄉試第四十二名舉人。嘉靖三十二年（1553年）中式癸丑科會試第三百十一名，三甲第一百二十八名進士。刑部观政，授福建建宁府推官，选授礼科给事中，三十七年五月查催各处钱粮。三十九年九月升礼科右，四十年六月户科左，四十一年四月升吏科都，四十二年掌南都官员考察。忤當國意，奔母喪歸。奉養父親，二十年不應召。

## 家族
曾祖沈本；祖父沈賢，壽官；父沈世榮，號坦斋，官主簿。前母張氏；孔氏。弟沈湛、沈治、沈淑（生员）、沈洙。
子啓經、啓繻、啓綱（號環洲、乙酉举人）、啓綖（號带洲、舉人）。曾孫徐令式，字雲中，順治己丑進士，官至福建提学佥事。